# The Compulsory Husband
The Compulsory Husband é um filme britânico de 1930, do gênero comédia, dirigido por Monty Banks e Harry Lachman, com roteiro de Rex Taylor, Val Valentine, John Glyder e F.J.L. Clowes baseado em romance de John Glyder.

## Elenco
- Monty Banks - Monty
- Lillian Manton - Joy
- Clifford Heatherley - Sr. Pilluski
- Gladys Frazin - Sra. Pilluski
- Trilby Clark - Gilda
- Reginald Fox - Pai
- Janet Alexander - Mãe
- Michael Powell